# TMK 200
TMK 200 bio je prototip zglobnog tramvaja. Na osnovi njega nastala je serija TMK 201, no ona nije zglobna. Bio je to prvi zglobni tramvaj tvrtke "Đuro Đaković". Postojao je još jedan prototip u izradi i napravljena mu je karoserija, ali nikada nije završen. U Zagrebu je prometovao od 1966. do 1993. godine, kada su njegova motorna postolja iskorištena za izradu prototipa tramvaja TMK 2100. Kapacitet tramvaja obuhvaćao je 165 putničkih mjesta, a tramvaj je imao mogućnost vuče jedne prikolice.

## Poveznice
- Tramvajski promet u Zagrebu

## Vanjske poveznice
- Daljnje informacije o povijesti i karakteristikama tramvaja u Zagrebu  Arhivirana inačica izvorne stranice od 7. prosinca 2007. (Wayback Machine)